# 妻沼町
妻沼町（めぬままち）は、埼玉県北部大里郡にあった町。
2005年10月1日、熊谷市および大里郡大里町と合併し、新しい熊谷市の一部となったため消滅した。町名は中世の女沼が近世になって目沼となり、さらに妻沼となった。

## 地理
埼玉県北部の県境に位置し、利根川の氾濫によって形成された肥沃な沖積層のなかにあった。標高は海抜30メートル前後でほとんどが平地であり南部に利根川治水の要中条堤があった。

## 歴史
江戸時代には妻沼聖天の門前町として発達し、利根川の渡船場として栄えた。
- 1889年4月1日 - 町村制が施行され、幡羅郡妻沼村・弥藤吾村・長井村・秦村・男沼村・太田村が成立する。
- 1896年3月29日 - 幡羅郡が廃止され、大里郡に編入される。
- 1913年4月1日 - 大里郡妻沼村と弥藤吾村が合併して町制を施行し、妻沼町となる。
- 1943年12月5日 - 東武熊谷線が開通し、妻沼駅が開設される。
- 1955年1月1日 - 大里郡長井村・秦村・男沼村・太田村と新設合併を行い、改めて妻沼町となる。
- 1961年10月16日 - 町章を制定する[1][2]。
- 1983年6月1日 - 東武熊谷線が廃線となる。
- 2005年9月27日 - 妻沼町閉町式開催。
- 2005年10月1日 - 熊谷市・大里郡大里町と合併（新設合併）し、新たに熊谷市となる。

## 行政

### 歴代首長
| 代（旧町） | 氏名         | 就任年月日    | 退任年月日     |
| ---------- | ------------ | ------------- | -------------- |
| 初         | 逸見精一郎   | 1889年8月5日  | 1892年7月6日   |
| 2          | 鈴木謙十郎   | 1892年8月2日  | 1897年5月5日   |
| 3          | 井田諄       | 1897年7月14日 | 1901年7月13日  |
| 4          | 茂木昌一郎   | 1901年8月5日  | 1905年12月20日 |
| 5          | 井田諄       | 1906年1月11日 | 1917年3月15日  |
| 6          | 小池甲子次郎 | 1917年4月4日  | 1919年4月4日   |
| 7          | 須田実郎     | 1919年5月13日 | 1927年5月17日  |
| 8          | 小池甲子次郎 | 1927年5月26日 | 1932年6月4日   |
| 9          | 田島峯吉     | 1932年6月16日 | 1942年8月17日  |
| 10         | 青木藤兵衛   | 1942年8月24日 | 1946年3月30日  |
| 11         | 鈴木豊吉     | 1946年3月31日 | 1946年11月3日  |
| 12         | 橋本粂茂     | 1947年4月6日  | 1954年12月31日 |
| 代（町）   | 氏名         | 就任年月日    | 退任年月日     |
| 初         | 橋本粂茂     | 1955年1月1日  | 1955年2月15日  |
| 3          | 大熊五郎     | 1955年2月16日 | 1959年2月15日  |
| 4          | 増田一郎     | 1959年2月16日 | 1991年2月15日  |
| 5          | 高橋茂       | 1991年2月16日 | 2003年2月15日  |
| 6          | 岡田廣       | 2003年2月16日 | 2005年9月30日  |

### 市町村合併
- 熊谷市、大里郡大里町と合併協議会を設置し、2005年10月1日に新設合併を行い、新たに熊谷市となった。

## 交通

### 道路
- 一般国道
  - 国道407号
- 主要地方道
  - 埼玉県道45号本庄妻沼線
  - 埼玉県道59号羽生妻沼線
  - 埼玉県道・群馬県道83号熊谷館林線
- 一般県道
  - 埼玉県道127号深谷妻沼線
  - 埼玉県道263号弁財深谷線
  - 埼玉県道・群馬県道276号新堀尾島線
  - 埼玉県道・群馬県道301号小島太田線
  - 埼玉県道303号弥藤吾行田線
  - 群馬県道・埼玉県道341号太田熊谷線
  - 埼玉県道359号葛和田新堀線

#### 道の駅
- 道の駅めぬま

## 名所・旧跡・観光
- あじさい寺（高野山真言宗能満山能護寺）
- 妻沼聖天山 歓喜院
- 妻沼グライダー滑空場

## 有名人
- 加藤ひさし（ザ・コレクターズ／ロックスター）
- 新井和響（あらい かずとよ） （フードファイター）
- 井田友平（実業家・衆議院議員・名誉町民）
- 青山七恵(小説家)